# Karl Biese
Karl Biese (* 19. September 1863 in Hamburg; † 19. November 1926 in Tübingen) war ein deutscher Landschaftsmaler, Zeichner und Lithograf.

## Leben

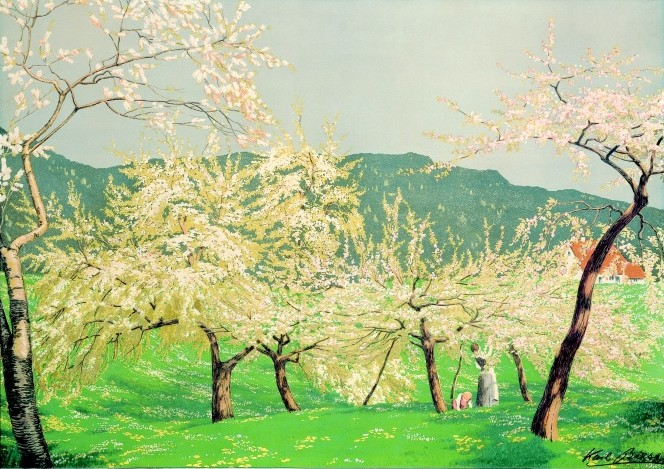
Karl Biese, Blütenpracht

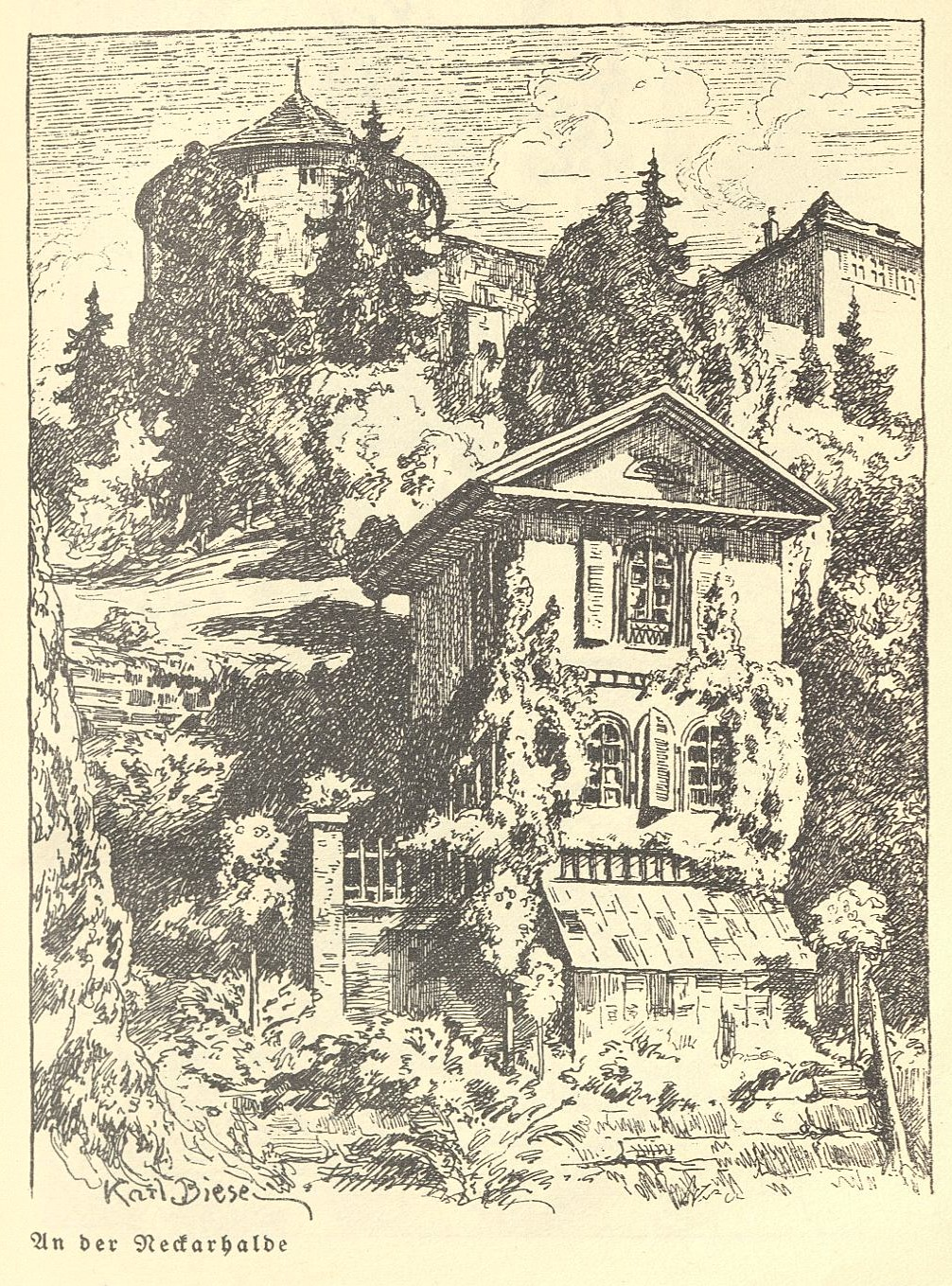
Tübinger Garten- und Weinberghäuser (1922)

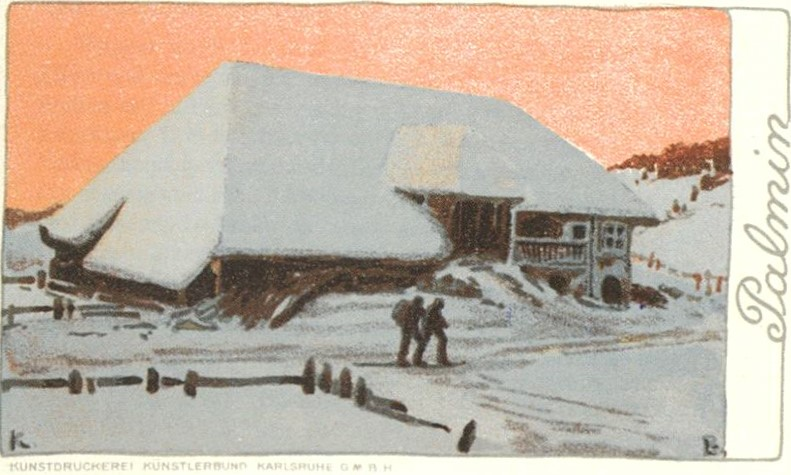
Haus in Hotzenwald. Palmin Sammelbilder (1914)

Nach seiner Lehre als Anstreicher arbeitete er zunächst als Theatermaler. Mit einem Stipendium kam er 1883 an die Karlsruher Kunstakademie. 1886 kehrte er nach Hamburg zurück, legte die Meisterprüfung im Malerhandwerk ab und machte sich selbständig. 1892 verkaufte er sein Malergeschäft und kam wieder an die Karlsruher Akademie. Dort wurde er Meisterschüler von Gustav Schönleber. 1899 zog er mit seiner Frau nach Grötzingen in das ehemalige markgräfliche Schloss Augustenburg, in dem bereits seine Künstlerkollegen Jenny Fikentscher, Otto Fikentscher, Franz Hein und Gustav Kampmann aus der Grötzinger Malerkolonie wohnten. Nach zahlreichen weiteren Umzügen wohnte er seit 1917 in Tübingen. 
Biese war Mitbegründer des Karlsruher Künstlerbundes und nach Franz Hein für einige Zeit dessen Vorsitzender. Der Karlsruher Künstlerbund verfügte mit der Kunstdruckerei Künstlerbund Karlsruhe über eine eigene Werkstatt für Lithografie.

## Werk
Auf zahlreichen Reisen rund um Karlsruhe, in den Schwarzwald, ins Moselgebiet, ins Rheinland und die norddeutsche Tiefebene fand er seine Naturmotive. Seine Stimmungsbilder aus den Jahreszeiten, insbesondere seine Winterbilder machten ihn bekannt. Seine bevorzugten Techniken waren die Ölmalerei und die Lithografie.
Er entwarf im Auftrag des Kölner Schokoladeproduzenten Ludwig Stollwerck Sammelbilder für Stollwerck- Sammelalben, u. a. die Serie „Aus deutschen Landen“ für Stollwerck’s Sammel-Album Nummero 5 von 1904.